# Carpineto della Nora
Carpineto della Nora – miejscowość i gmina we Włoszech, w regionie Abruzja, w prowincji Pescara.
Według danych na rok 2004 gminę zamieszkiwały 733 osoby, 31,9 os./km².